# 21439 Robenzing
21439 Robenzing (1998 FN123) là một tiểu hành tinh vành đai chính được phát hiện ngày 20 tháng 3 năm 1998 bởi Nhóm nghiên cứu tiểu hành tinh gần Trái Đất phòng thí nghiệm Lincoln ở Socorro.
Nó được đặt theo tên Robert Benzing; a physics teacher ở Hendrick Hudson High School in Montrose, New York.